# Bradycellus kirbyi
Bradycellus kirbyi är en skalbaggsart som beskrevs av Horn. Bradycellus kirbyi ingår i släktet Bradycellus och familjen jordlöpare. Inga underarter finns listade i Catalogue of Life.